# آق‌تقه قدیم
آق‌تقه قدیم، روستایی از توابع بخش مراوه تپه شهرستان کلاله در استان گلستان ایران است.

## جمعیت
این روستا در دهستان مراوه تپه قرار دارد و براساس سرشماری مرکز آمار ایران در سال ۱۳۸۵، جمعیت آن ۲۷ نفر (۷خانوار) بوده‌است.